# Sebastião Leônidas
Sebastião Leônidas (Jerônimo Monteiro, 6 april 1938) is een voormalig Braziliaanse voetballer en trainer, hij stond ook bekend als simpelweg Leônidas.

## Geschiedenis
Hij begon zijn carrière in 1957 bij América Mineiro, de derde club van Belo Horizonte en won er in het eerste jaar al het Campeonato Mineiro mee. In 1960 maakte hij de overstap naar America uit America en won met deze club het Campeonato Carioca, het was de laatste keer dat America deze staatstitel zou winnen. Na vijf jaar ging hij voor Botafogo spelen, waar hij de levende legende Nílton Santos moest gaan vervangen. Met deze club won hij verscheidene toernooien, twee keer het Campeonato Carioca en in 1968 de Taça Brasil, de toenmalige competitie die de landskampioen bepaalde.
Hij speelde ook enkele wedstrijden voor het nationale elftal. In 1938 was hij een van de acht Botafogospelers in de selectie die met 4-1 afgedroogd werd door Argentinië. De ploeg kreeg de bijnaam Selefogo. Bondscoach Mário Zagallo riep hem op om mee te gaan naar het WK 1970, dat Brazilië uiteindelijk zou winnen, maar door een blessure kon hij niet gaan.
Na zijn spelerscarrière werd hij trainer en coachte verscheidene teams waaronder enkele keren Botafogo.